# 4FFF N618
4FFF N618 es un lector de libros electrónicos o e-reader, desarrollado por una Compañía India, Condor Technology Associates, basada en la plataforma Linux. El dispositivo es vendido en muchos lugares del mundo con diferentes Marcas.

## Características
4FFF N618, tiene 16 niveles de grises SiPix, con pantalla táctil, para visualizar contenidos digitales. Las páginas pueden ser pasadas con botones en el dispositivo. Tiene conexión a internet vía Wi-Fi.
Los e-books pueden ser leídos sin conexión a internet. Desconectar el Wi-Fi extiende la duración de la batería en 29 días.

## Especificaciones
Aparato
- Tamaño: 16,8 cm (largo) x 12,4 cm (ancho) x 0,85 cm (grosor).
- Pantalla[2] Pantalla táctil SiPix de 6 pulgadas ( relación 4:3 ) y 800 × 600 píxels (167 ppi) de Tinta electrónica con 16 niveles de gris
- CPU Samsung 2416 ARM9 400MHz
- Sistema operativo Linux 2.6.23

Memoria
- 128 MB (MDDR)
- 2 GB (NAND)
- Memoria externa MicroSD (16 GB)

Conectividad
- Wi-Fi b/g
- Universal Serial Bus
- minijack de audio

Misceláneo
- 1530 mAh, 3.7 V
- 195 gramos
- Modo Lectura
  - 10.000 páginas (Wi-Fi apagado)
  - 3.000 páginas (Wi-Fi activo)
- Modo Stand By: 700 horas

## Formatos Admitidos
Texto
- ePUB
- HTML
- PDF
- RTF
- TXT

Imágenes
- BMP
- JPEG
- PNG

Audio
- MP3

## Marcas
El dispositivo se vende en todo el mundo bajo diversos nombres de marcas:
Asia
- India: eGriver Touch

Europa
- Italia: DeVo eVreader
- Holanda: ProMedia eBook Reader; Icarus Sense E650SR -[3]
- España: Nvsbl L337 / Booq Avant / Papyre 6.2[4]
- Rusia: Mr.Book -[5]
- Bulgaria: Prestigio PER5062B

En toda Europa está disponible como:
- Icarus Sense

América del Norte
- Canadá: Pandigital Novel 6" Personal eReader
- Estados Unidos: Qisda QD060B00 / Pandigital Novel 6" Personal eReader

Sudamérica
- Brasil: Positivo Alfa